# روستای عشق آباد مانه
عشق آباد، روستایی از توابع بخش مانه، شهرستان مانه و سملقان در استان خراسان شمالی ایران است. همانند بقیه روستاهای این شهرستان، شغل اکثر مردم کشاورزی و دامداری است. وجود تعداد قابل توجهی درخت کاج در ورودی این روستا، زیبایی خاصی به آن بخشیده‌است.

## جمعیت
این روستا در دهستان اترک قرار دارد و براساس سرشماری مرکز آمار ایران در سال ۱۳۹۵، جمعیت آن ۶۷۸ نفر (۲۰۰ خانوار) بوده‌است. درحالی‌که بر اساس سرشماری مرکز آمار ایران در سال ۱۳۹۰، جمعیت آن ۸۶۳ نفر (۲۴۱ خانوار) بوده‌است. این رشد منفی جمعیت به علت مهاجرت جوان‌های روستا به مناطق شهری جهت پیدا کردن شغل و درآمد می‌باشد. اکثر مردم این روستا کرمانج و فارس و تعداد خیلی کمی هم ترکمن هستند.

## موقعیت جغرافیایی
روستای عشق آباد در حدود ۵۵ کیلومتری شمال غرب شهر بجنورد قرار دارد. فاصله این روستا تا پیش قلعه (مرکز بخش مانه) حدود ۱۰ کیلومتر و تا آشخانه (مرکز شهرستان مانه و سملقان) حدود ۲۳ کیلومتر است. روستای آغمزار در حدود یک کیلومتری جنوب، روستای گزآباد در حدود پنج کیلومتری شرق و روستای شش خانه در حدود شش کیلومتری غرب عشق آباد قرار دارند. رودخانه اترک از پانصد متری جنوب این روستا می‌گذرد. این رودخانه منبع اصلی تأمین آب مورد نیاز بخش کشاورزی شهرستان و این روستا می‌باشد. احداث سد شیرین دره باعث شده در طول سال آب کمی در قسمت‌های پایین دستی رودخانه، از جمله در قسمت عشق آباد، جاری باشد.

## افراد مشهور
دکتر محمدحسن نظافتی، فوق تخصص جراحی قلب و عضو هیئت علمی دانشگاه علوم پزشکی مشهد از اهالی این روستا بوده که در سن پنج سالگی به همراه خانواده به مشهد مهاجرت کرده‌اند.

## نگارخانه

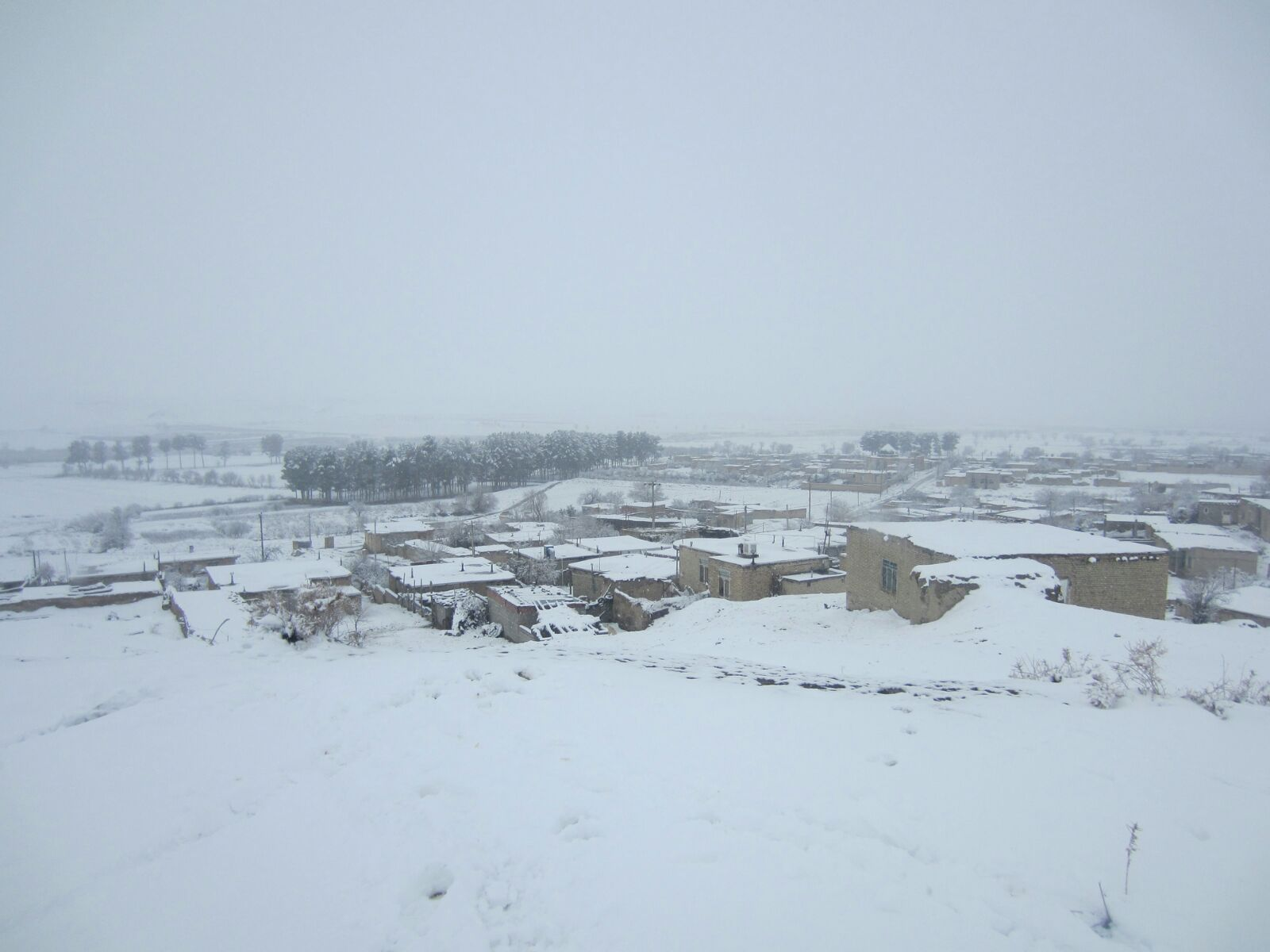
۱ روستای عشق آباد مانه
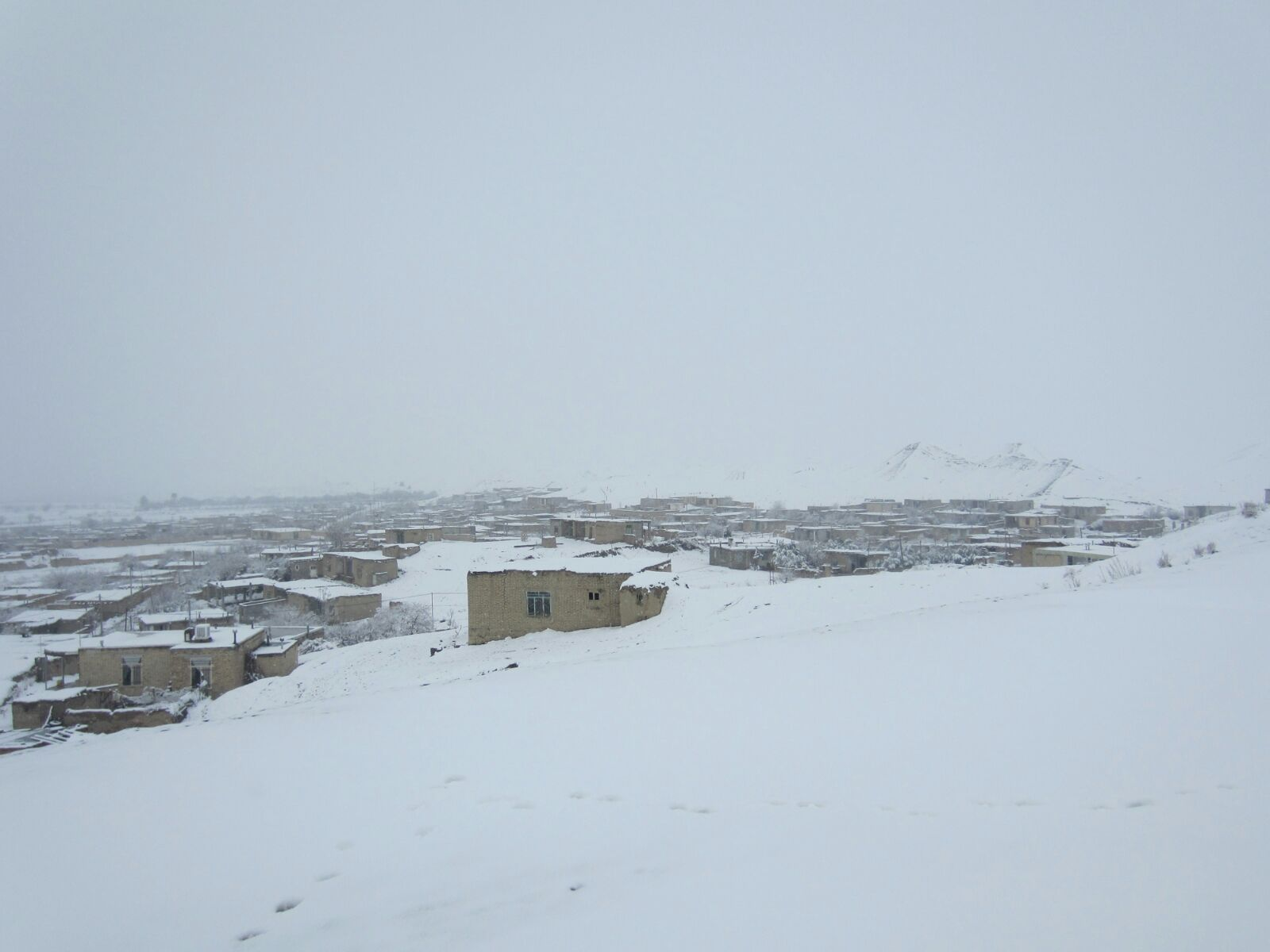
2 روستای عشق آباد مانه
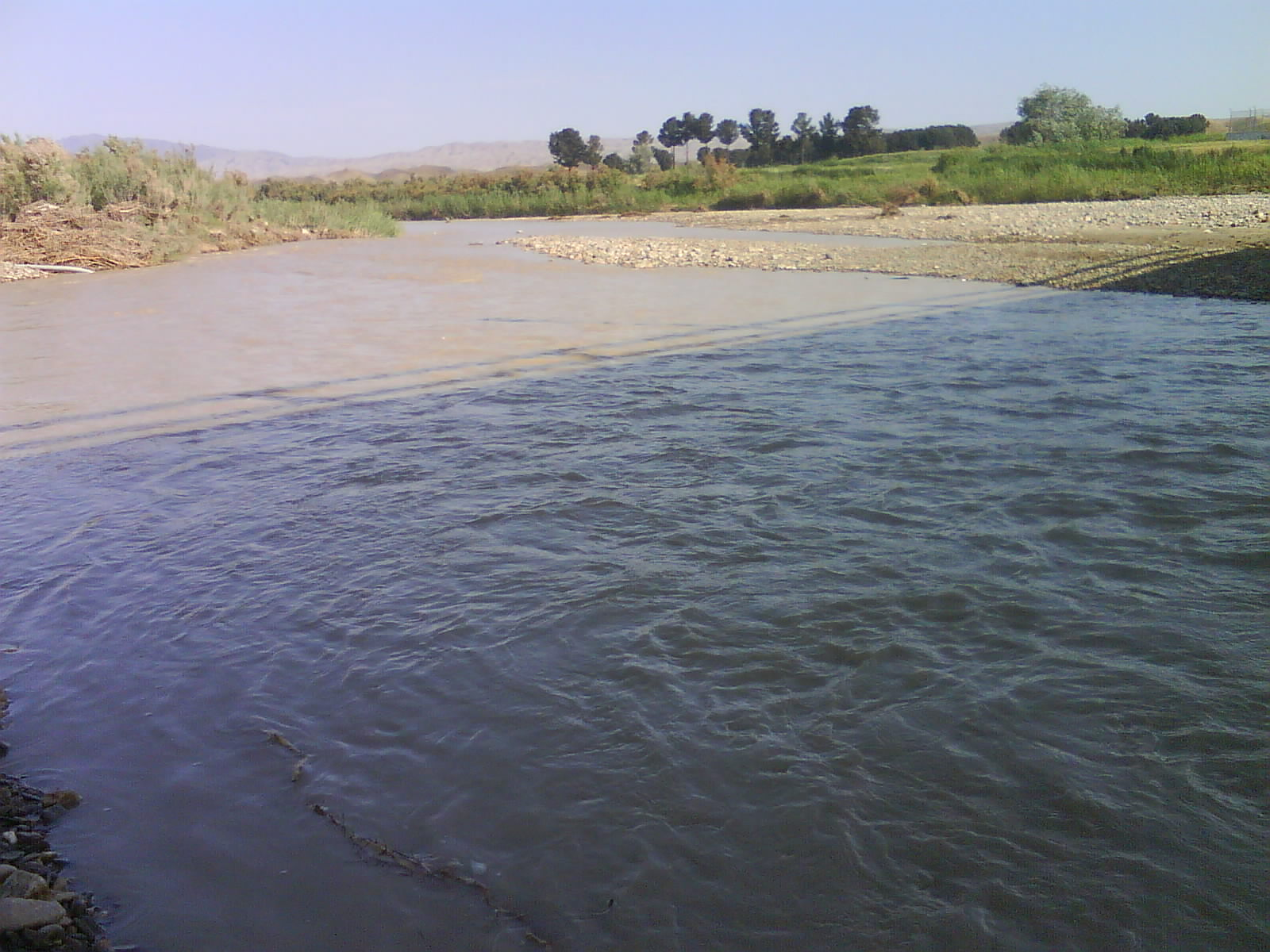
رودخانه اترک و روستای عشق آباد
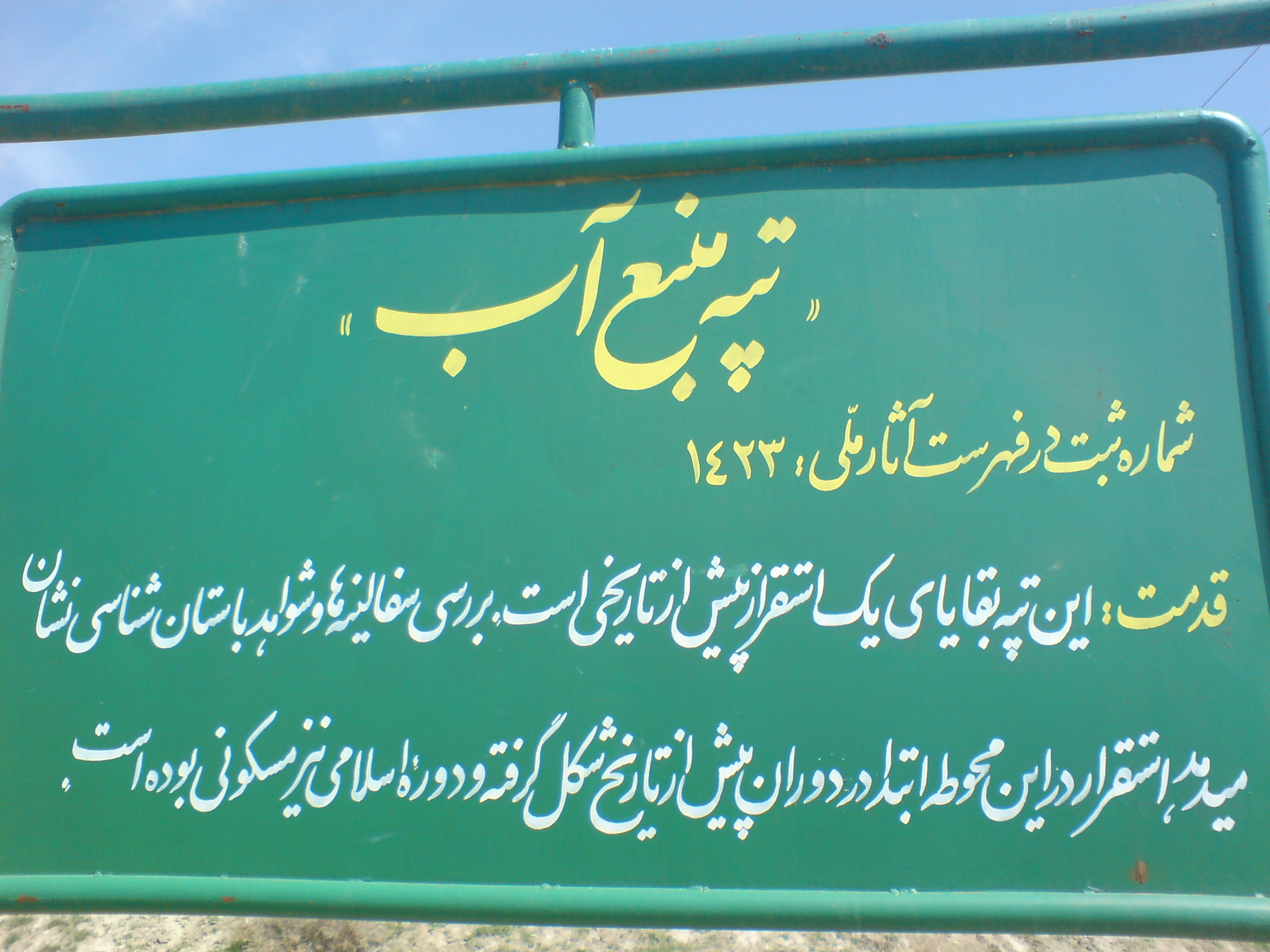
تپه منبع آب عشق آباد